# نوتش (ألبوم)
نوتش (بالروسية: Ночь، معناها ‘الليل’) هو ألبوم صدر عام 1986 لفرقة الروك السوفيتية كينو. وهو أول إصدار رسمي للألبومات للفرقة.
تم إصدار الإصدار الأصلي عبر الأشرطة وأصدر أندري تروبيلو الألبوم على المغنيتزدات. في عام 1988، أصدرت ميلوديا الألبوم على الفينيل دون إذن الفرقة، مما أغضب الفرقة. انتقد فيكتور تسوي إصدار الألبوم، قائلاً إنهم يطلقون المواد دون موافقة المؤلف، وكذلك يقومون بالتصميم كما يشاؤون. تم إصدار القرص دون علم الموسيقيين أنفسهم؛ ومع ذلك، باع أكثر من مليوني نسخة، مما جعل الفرقة شهيرة في جميع أنحاء الاتحاد السوفيتي. كان لأغنية “الفوضى” عنوان فرعي - “تقليد لفرق البانك الغربية”. في وقت لاحق، تغير إلى Mother Anarchy دون تعديل. وفقًا لمحرر المجلة، N. Baranovskaya، تم ذلك من أجل الموافقة من قبل وزارة الثقافة في روسيا.

## قائمة التشغيل
1. 1. “Видели ночь” / “Videli noch” / “رأيت الليل” (3:07)
  2. “Фильмы” / “Filmiy” / “أفلام” (4:52)
  3. “Твой номер” / “Tvoi nomer” / “رقمك” (3:27)
  4. “Танец” / “Tanyets” / “رقصة” (4:31)
  5. “Ночь” / “Noch” / “ليلة” (5:27)
  6. “Последний герой” / “Posledniy geroi” / “البطل الأخير” (2:13)
  7. “Жизнь в стёклах” / “Zhizn’ v styoklakh” / “الحياة في النوافذ” (3:20)
  8. “Мама Анархия” / “Mama Anarkhiya” / “أم الفوضى” (2:42)
  9. “Звёзды останутся здесь” / “Zvyozdiy ostanutsya zdyes’” / “ستبقى النجوم هنا”(3:35)
  10. “Игра” / “Igra” / “لعبة”(4:59)
  11. “Мы хотим танцевать”/ “Miy khotim tantsevat’” / “نريد الرقص”(3:57)

## الطاقم
- فيكتور تسوي – غناء، غيتار صوتي، غيتار
- يوري كاسباريان – غيتار رئيسي، غناء مساند
- ألكسندر تيتوف – غيتار باس
- جورجي جوريانوف – إيقاع، غناء مساند

طاقم اضافي
- إيجور بوتمان – ساكسفون
- "الأخوة الشباب" - غناء مساند
- أندريه تروبيلو – فلوت، غناء مساند